# Jean-Benoît Dunckel
Jean-Benoît Dunckel, né le 7 septembre 1969 à Versailles, est un auteur-compositeur-interprète français. Il est avant tout connu comme étant cofondateur du duo Air. Il a sorti en septembre 2006 un album solo sous le nom de Darkel (en), parallèlement à son travail au sein du groupe Air.

## Biographie
Dans les années 1980, il forme avec Nicolas Godin et d'autres musiciens (Alex Gopher et Xavier Jamaux) le groupe Orange, qui ne sortira aucun enregistrement. Il étudie ensuite les mathématiques et enseignera la physique dans un collège versaillais, avant d'entreprendre une carrière de musicien professionnel. Ainsi, depuis 1995, il est l'un des deux membres du groupe de musique électronique Air, l'autre étant Nicolas Godin.
En 2006, il sort son premier album solo, Darkel, sous le même nom.
En 2012, Jean-Benoît Dunckel et Lou Hayter (chanteuse et claviériste du groupe britannique New Young Pony Club) forment le groupe Tomorrow's World et sortent le single So Long My Love, suivi de leur premier album en 2013. L'année suivante, Jean-Benoît Dunckel s'associe à l'artiste islandais Barði Jóhannsson (Bang Gang, Lady & Bird). Le duo baptisé « Starwalker » sort le 17 mars 2014 l'EP Losers Can Win, suivi par l'album complet du même nom que le groupe en avril 2016.
En 2019, il collabore avec Jonathan Fitoussi pour le projet Mirages.
En 2024, il compose la musique du film Pas de vagues de Teddy Lussi-Modeste.

## Discographie solo

### B.O.F.
- 2009 : Cyprien
- 2015 : Summer
- 2016 : Swagger
- 2017 : K.O.
- 2020 : Été 85
- 2022 : Grand Marin[4]
- 2023 : Normale
- 2024 : Pas de vagues
- 2024 : En attendant la nuit

### Musique originale de série TV
- 2019 : Mytho

### Vidéos
- 2006 : At The End Of The Sky (réalisation : H5)
- 2015 : True lover (réalisation : Jessy Nottola)
- 2016 : Brise Soleil (réalisation Sabrina Ratté)
- 2017 : Hold on (réalisation : Akatre)
- 2018 : Transhumanity (réalisation : Florent Woods Dubois)
- 2018 : Love Machine (réalisation : Eva Papamargariti)
- 2019 : Mirages (réalisation : Cédric Nussli)
- 2019 : Oracle (réalisation : Jules Guérin)

## Distinctions
- Commandeur de l'ordre des Arts et des Lettres (2025)[5]
  - chevalier en 2005
- César 2021 : nomination pour le César de la meilleure musique originale pour le film Été 85 de François Ozon[6]
- Festival de cinéma et musique de film de La Baule 2021[7] : distinction Ibis d'or « Coup de cœur » pour la musique de Été 85